# Лібертас (футбольний клуб)
«Лібертас» — санмаринський футбольний клуб з міста Борго-Маджоре. Заснований у 1928 році. Найстаріший футбольний клуб у Сан-Марино. Є рекордсменом за кількістю завойованих кубків країни — 10.
У 2007 році команда вперше зіграла у Кубку УЄФА. У першому відбірковому раунді команда по сумі двох зустрічей програла ірландському клубу «Дрогеда Юнайтед» — 1:4.
Після цього ще тричі виступала у кваліфікації до Ліги Європи, проте жодного разу не виходила до другого відбіркового раунду, поступившись північномакедонській «Ренові» (сезон 2012/13), боснійському «Сараєво» (сезон 2013/14) та болгарському «Ботеву» (сезон 2014/15).

## Досягнення
- Чемпіон Сан-Марино (1): 1996
- Володар Кубка Сан-Марино (11): 1937, 1950, 1954, 1958, 1959, 1961, 1987, 1989, 1991, 2006, 2014
- Володар Суперкубка Сан-Марино (4): 1989, 1992, 1996, 2014

## Відомі футболісти
- Альдо Сімончіні